# 861

## أحداث
- تأسيس مدينة براونشفايغ وتقع حاليا في ألمانيا.
- اغتيال الخليفة المتوكل وبدء ما عرف بفوضى سامراء.

## مواليد
- أبو بكر الشبلي
- عبد الله ابن المعتز

## وفيات
- أحمد بن كثير الفرغاني